# Carlos Conceição Lopes
Carlos Manuel Conceição Lopes, più spesso noto come Carlos Lopes (7 novembre 1968), è un ex atleta paralimpico portoghese.

## Biografia
Conosciuto in genere come Carlos Lopes, è cugino di secondo grado e quasi omonimo del più anziano Carlos Lopes, maratoneta di grande fama. È nato con una malattia degenerativa agli occhi ed è presto divenuto cieco. Laureato in psicologia, ha praticato l'atletica leggera ai più alti livelli, primeggiando sulla distanza dei 400 metri piani (in cui ha vinto un oro a Barcellona, un bronzo ad Atlanta e un altro oro a Sydney) e in generale sulle altre distanze brevi.
La sua carriera come velocista si estende dal 1990, con la presenza ai Campionati del mondo IBSA, fino al 2008. Ha vinto cinque medaglie, di cui quattro d'oro, nelle Paralimpiadi di Barcellona 1992, Atlanta 1996, Sydney 2000; ha inoltre partecipato, senza raggiungere il podio, alle edizioni paralimpiche di Atene 2004 e Pechino 2008. Inoltre ha vinto molti titoli mondiali ed europei nei campionati dell'IPC e dell'IBSA.
A partire dal 1998 è stato membro di una forte staffetta competitiva nella 4×100 e nella 4×400 m, con Gabriel Potra e José Alves (nel quarto posto si sono alternati due atleti). Questo team ha conquistato medaglie a Madrid 1998 (mondiali IBSA) Sydney 2000, Lilla 2002 (mondiali IPC), Assen 2003 ed Espoo 2005 (europei IPC) ed infine ad Assen nel 2006, in occasione del campionato mondiale.

## Palmarès
| Anno | Manifestazione       | Sede       | Evento          | Risultato | Prestazione | Note |
| ---- | -------------------- | ---------- | --------------- | --------- | ----------- | ---- |
| 1990 | Mondiali IBSA        | Assen      | 200 m piani B1  | Oro       |             |      |
| 1990 | Mondiali IBSA        | Assen      | 400 m piani B1  | Oro       |             |      |
| 1990 | Mondiali IBSA        | Assen      | 800 m piani B1  | Oro       |             |      |
| 1992 | Giochi paralimpici   | Barcellona | 200 m piani B1  | Oro       | 24"10       |      |
| 1992 | Giochi paralimpici   | Barcellona | 400 m piani B1  | Oro       | 52"60       |      |
| 1994 | Mondiali paralimpici | Berlino    | 200 m piani B1  | Oro       |             |      |
| 1994 | Mondiali paralimpici | Berlino    | 400 m piani B1  | Oro       |             |      |
| 1996 | Giochi paralimpici   | Atlanta    | 200 m piani T10 | 4º        | 24"79       |      |
| 1996 | Giochi paralimpici   | Atlanta    | 400 m piani T10 | Bronzo    | 53"64       |      |
| 1998 | Mondiali IBSA        | Madrid     | 800 m piani T10 | Oro       |             |      |
| 1998 | Mondiali IBSA        | Madrid     | 4×400 m T10-12  | Oro       |             |      |
| 2000 | Giochi paralimpici   | Sydney     | 400 m piani T11 | Oro       | 52"46       |      |
| 2000 | Giochi paralimpici   | Sydney     | 4×400 m T11-13  | Oro       | 3'28"65     |      |
| 2002 | Mondiali paralimpici | Lilla      | 200 m piani T11 | Argento   |             |      |
| 2002 | Mondiali paralimpici | Lilla      | 400 m piani T11 | Argento   |             |      |
| 2002 | Mondiali paralimpici | Lilla      | 4×100 m T11-13  | Argento   |             |      |
| 2002 | Mondiali paralimpici | Lilla      | 4×400 m T11-13  | Bronzo    |             |      |
| 2003 | Europei paralimpici  | Assen      | 100 m piani T11 | Argento   | 11"88       |      |
| 2003 | Europei paralimpici  | Assen      | 200 m piani T11 | Argento   | 24"17       |      |
| 2003 | Europei paralimpici  | Assen      | 4×100 m T11-13  | Oro       | 45"30       |      |
| 2004 | Giochi paralimpici   | Atene      | 100 m piani T11 | 7º        | 11"92       |      |
| 2004 | Giochi paralimpici   | Atene      | 200 m piani T11 | Batteria  | 23"91       |      |
| 2004 | Giochi paralimpici   | Atene      | 4×100 m T11-13  | Batteria  | 44"83       |      |
| 2005 | Europei paralimpici  | Espoo      | 100 m piani T11 | Bronzo    | 12"02       |      |
| 2005 | Europei paralimpici  | Espoo      | 4×100 m T11     | Oro       | 44"74       |      |
| 2006 | Mondiali paralimpici | Assen      | 100 m piani T11 | 6º        |             |      |
| 2006 | Mondiali paralimpici | Assen      | 4×100 m T11-13  | Oro       |             |      |
| 2008 | Giochi paralimpici   | Pechino    | 100 m piani T11 | Batteria  | 11"82       |      |

## Onorificenze
- Commendatore dell'Ordine dell'infante Dom Henrique - 27 maggio 2015[4]